# 야마구치 우베 공항
야마구치 우베 공항(일본어: 山口宇部空港, IATA: UBJ, ICAO: RJDC)은 일본 야마구치현 우베시 오키우베 625번지에 위치한 제2종 B공항으로 1966년에 개항했다. 

## 개요
현재 일본항공과 전일본공수에서 도쿄행 정기편을 1일 10편 운항 중이며 겨울에는 전일본공수에서 야마구치 우베발 도쿄편과 삿포로편도 1일 4편 운행하고 있다. 
그리고 제주항공에서는 제주발 비정기 전세기를 운행한 적이 있으며 에어서울도 2016년 11월부터 인천발 정기편으로 운항을 시작했다가 2019년 10월 27일에 운항을 중단했으며 산덴 교통의 항공대리업도 같이 한다.

## 운항 노선

### 국제선
| 항공사       | 목적지     |
| ------------ | ---------- |
| 아시아나항공 | 서울(인천) |
| 중화항공     | 타오위안   |

### 국내선
| 항공사       | 목적지       |
| ------------ | ------------ |
| 일본항공     | 도쿄(하네다) |
| 전일본공수   | 도쿄(하네다) |
| 스타플라이어 | 도쿄(하네다) |